# Нестали помаже истрагу
„Нестали помазе истрагу” је југословенски ТВ филм из 1960. године. Режирао га је Марио Фанели а сценарио је написао Гојко Милић.

## Улоге
| Глумац            | Улога |
| ----------------- | ----- |
| Звонимир Ференчић |       |
| Мира Зупан        |       |